# Bukowy Filar
Bukowy Filar – turnia w grupie Witkowych Skał na orograficznie prawym zboczu Doliny Szklarki na Wyżynie Olkuskiej. Znajduje się w obrębie miejscowości Jerzmanowice w województwie małopolskim, w powiecie krakowskim, w gminie Jerzmanowice-Przeginia.
Bukowy Filar znajduje się w lesie i sąsiaduje z Wielką Witkową (znajduje się po jej północno-zachodniej stronie). Zbudowany jest z twardych wapieni skalistych a jego wysokość dochodzi do 20 m.

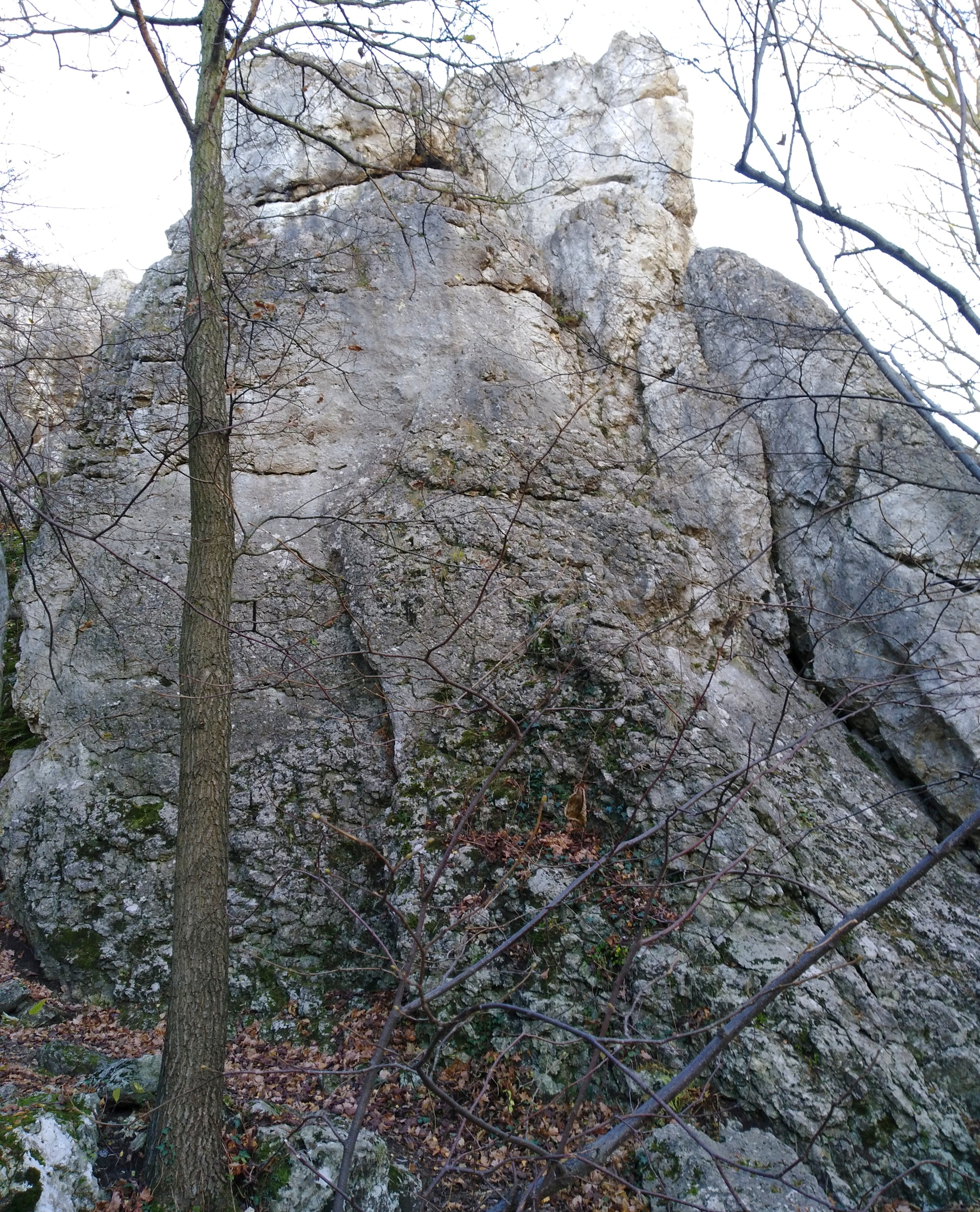
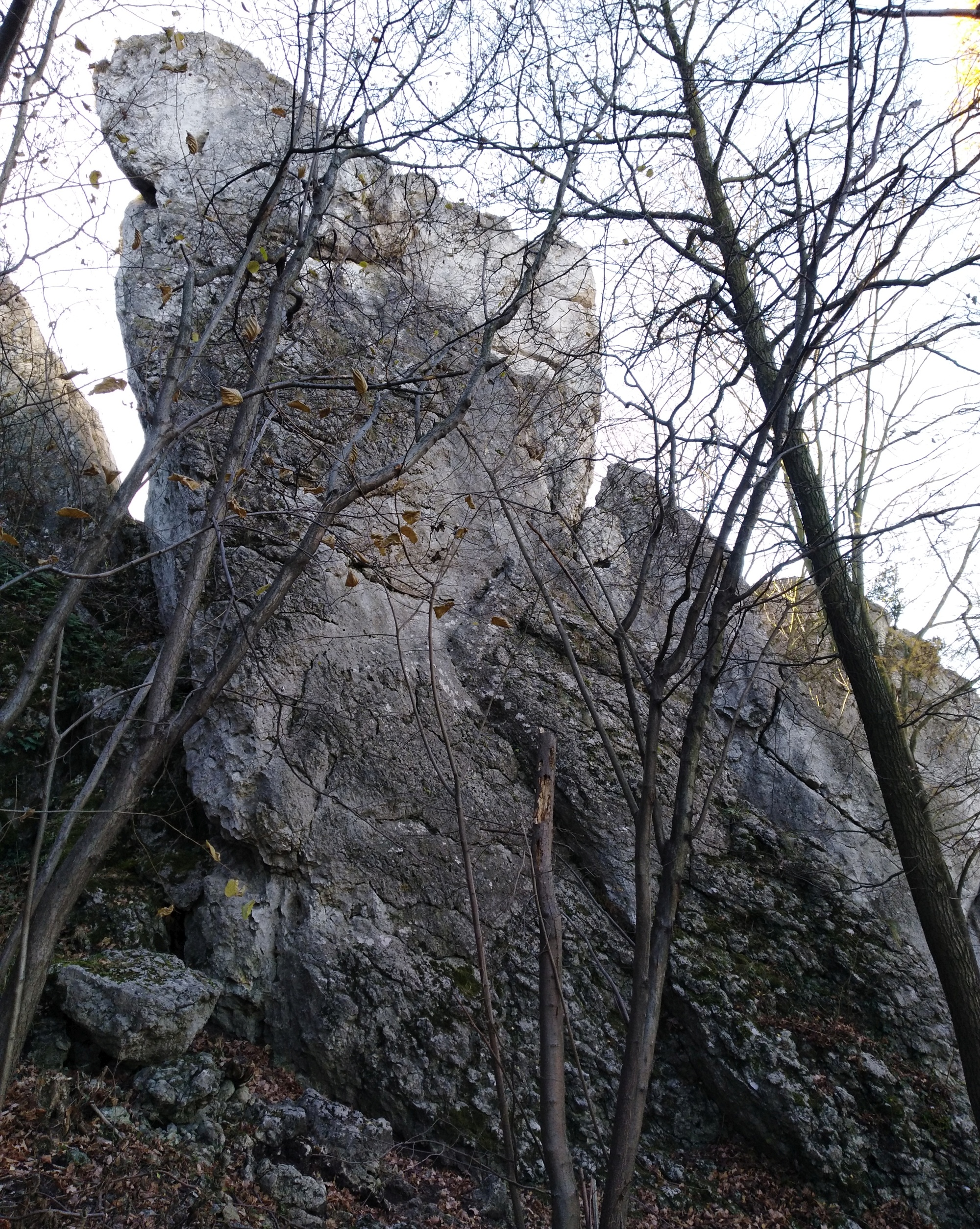
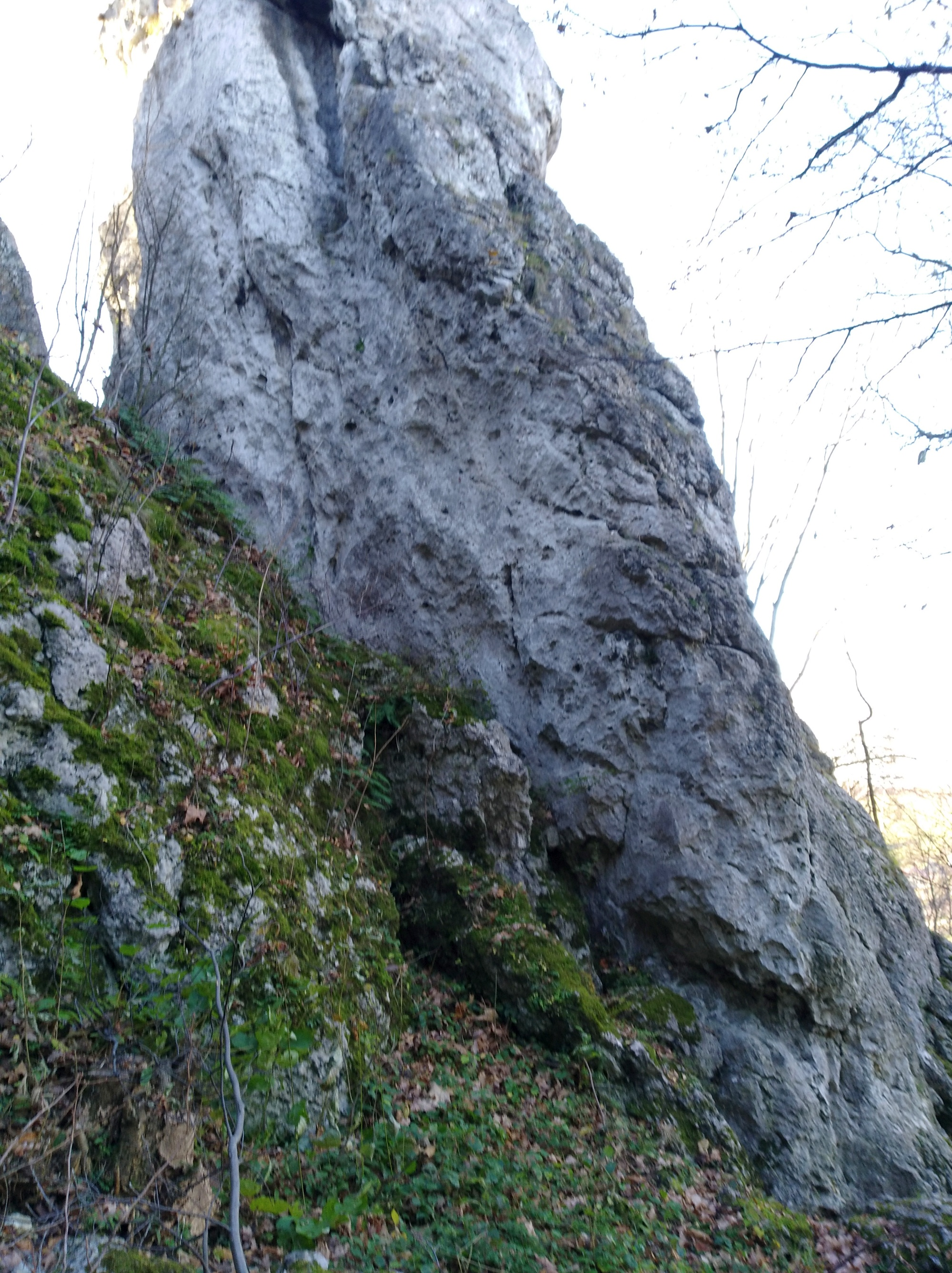
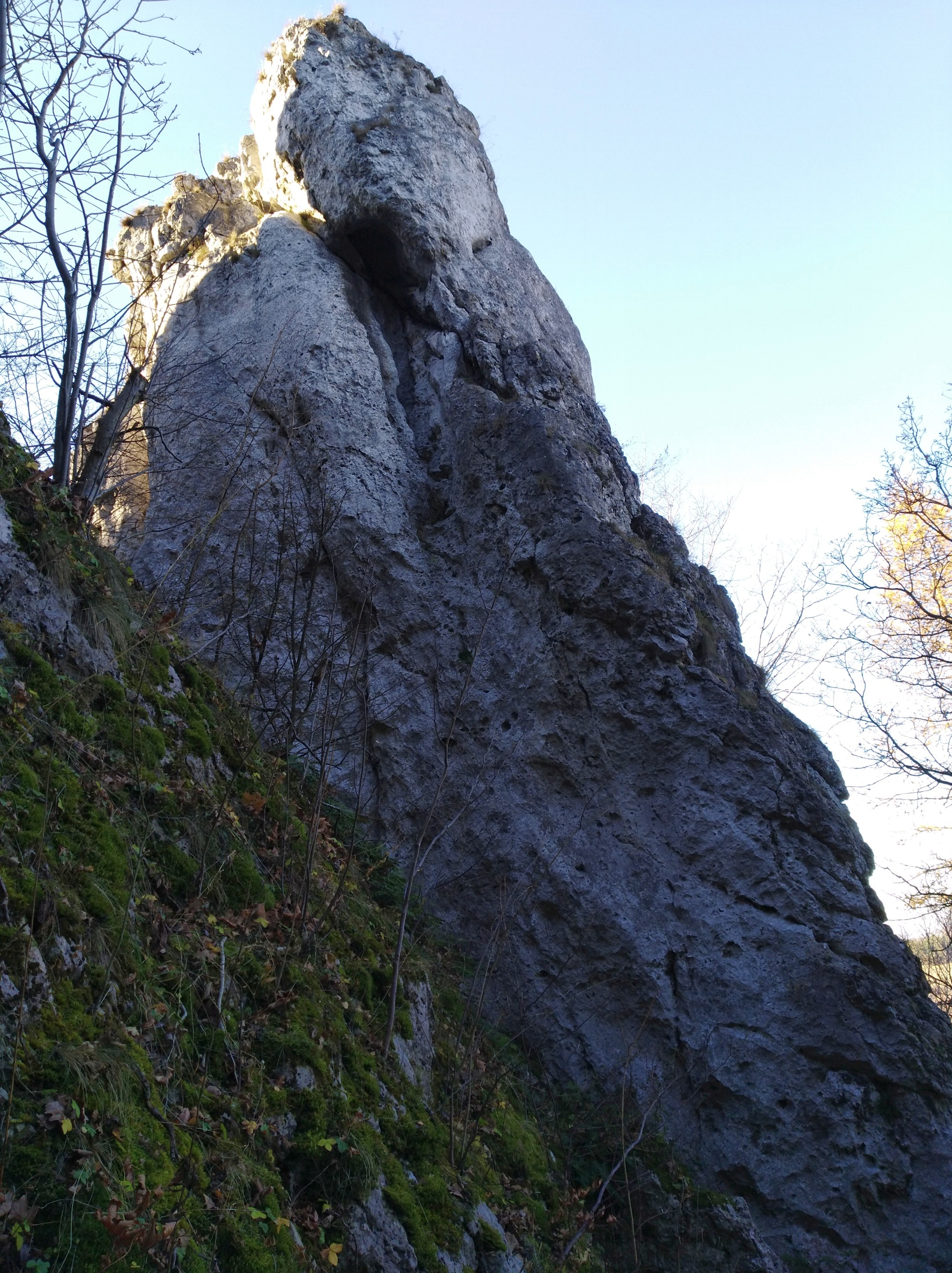
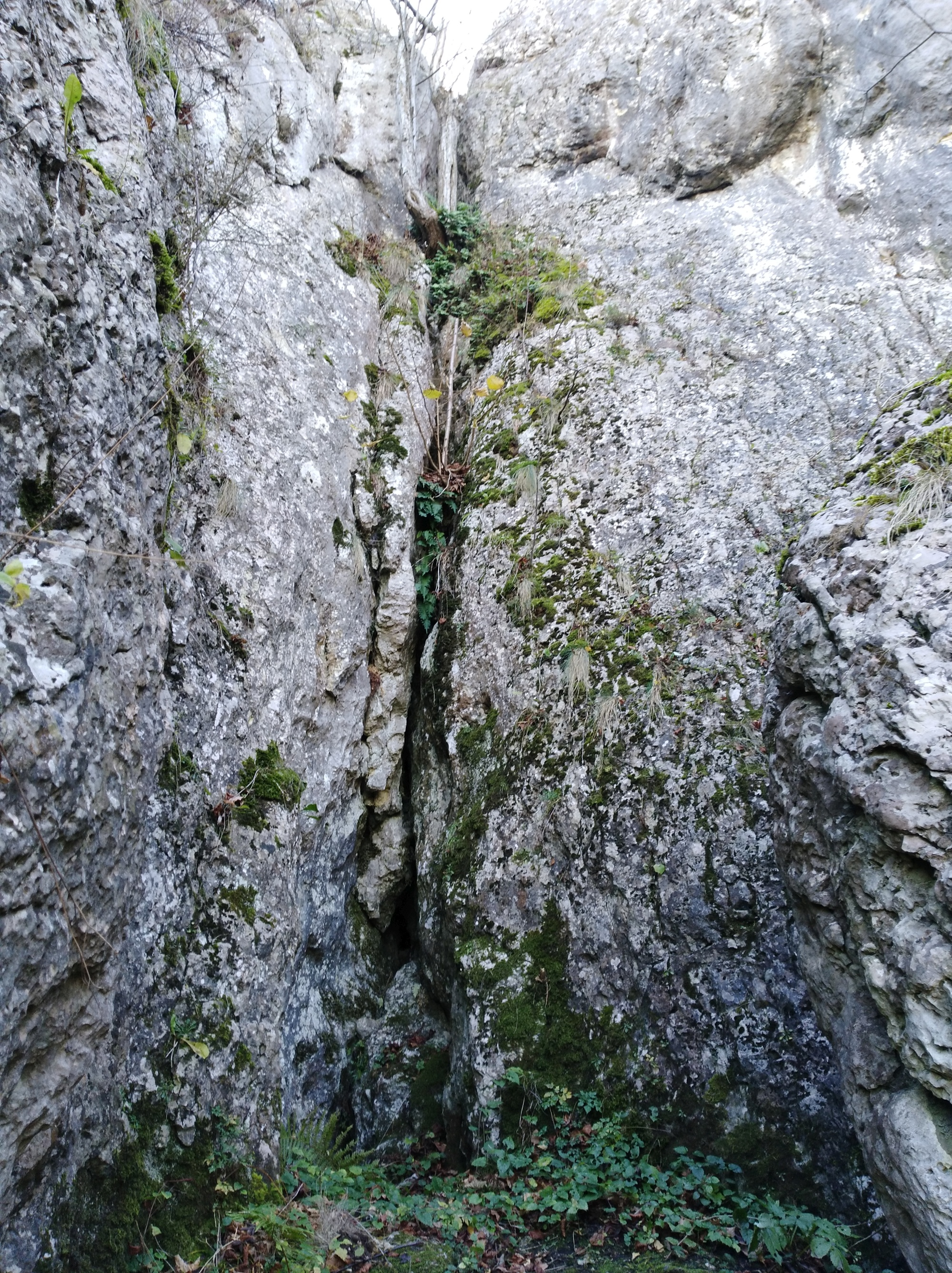

## Drogi wspinaczkowe

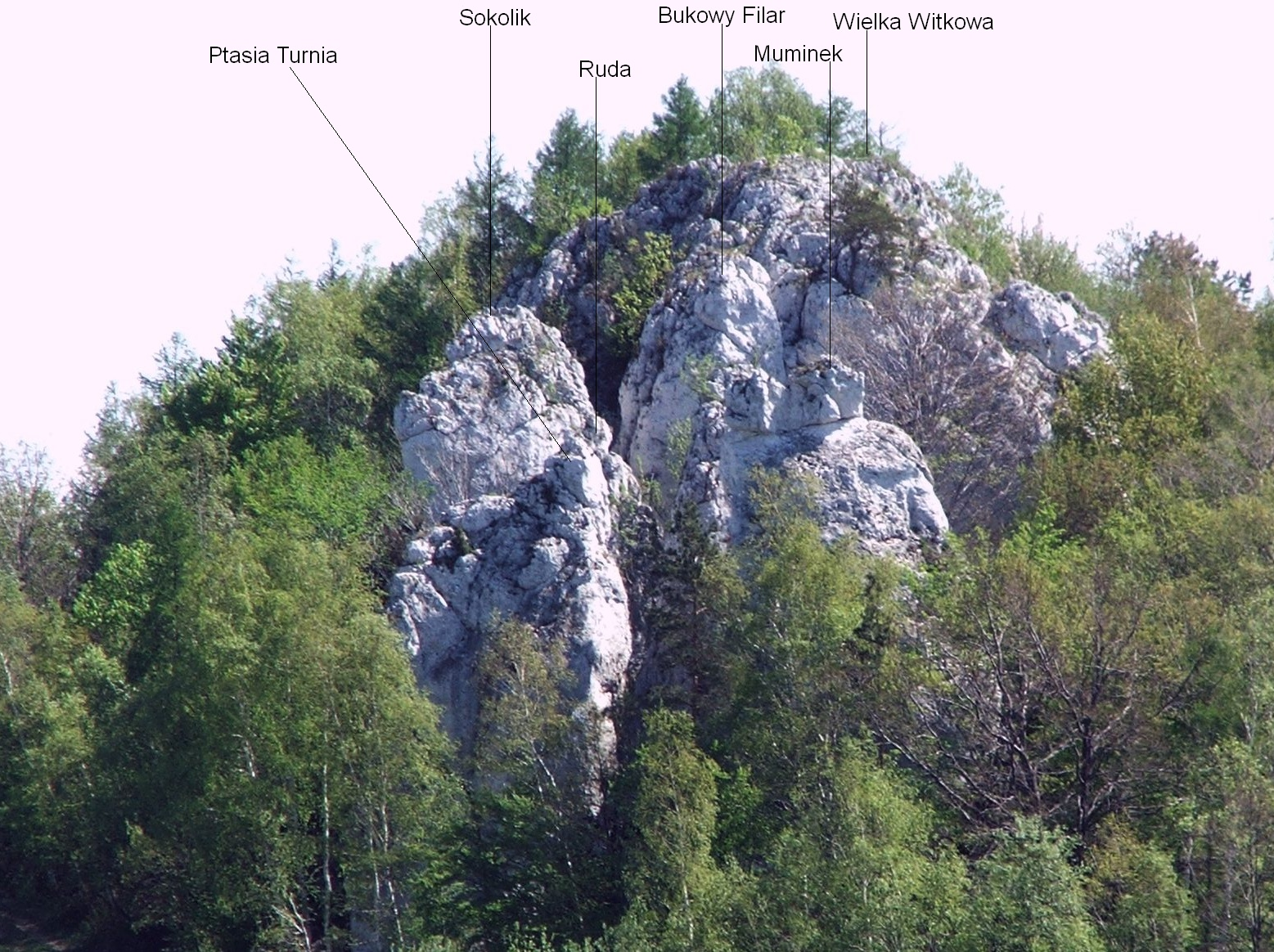
Położenie Bukowego Filara w grupie Witkowych Skał

Na Bukowym Filarze uprawiana jest wspinaczka skalna. Jest 13 dróg wspinaczkowych o trudności od II do VI w skali krakowskiej i długości do 15 m oraz jeden projekt. Na większości z nich zamontowano punkty asekuracyjne: ringi (r) i stanowiska zjazdowe (st) lub ring zjazdowy (rz).
Bukowy Filar I
1. Zejściowa; III, 15 m
2. Żargon entuzjastów; 4r + st, VI.2, 16 m
3. Gotyk na dotyk; 3r + st, VI+, 17 m
4. Barokowa forma; 6r + st, VI, 18 m
5. Osiołek matołek; 6r + st, V, 20 m

Bukowy Filar II
1. Osiołek matołek; 5r + rz, V, 20 m
2. Polowanie na czerwony paździerzyk; 6r + st, 20 m
3. Polowanie na mistrzów; 7r + st, VI, 20 m
4. Mistrzowie panela; 7r + st, IV+, 20 m

Bukowy Filar III
1. Bukowy komin; III+, 19 m
2. Bukowy filar; 8r + st, VI, 20 m

Bukowy Filar IV
1. Buka; 7r + st, VI.1+, 18 m
2. Projekt; 2r + st, 9 m

Bukowy Filar V
1. Nauka spinania; 5r + st, IV, 14 m[4].